# Neuchâtel Xamax Football Club 2010-2011
Questa voce raccoglie le informazioni riguardanti il Neuchâtel Xamax Football Club nelle competizioni ufficiali della stagione 2010-2011.

## Stagione
Nella stagione 2010-2011 il Neuchatel Xamax, allenato da Jean-Michel Aeby, Radu Nunweiler, Didier Olle-Nicolle e Bernard Challandes, concluse il campionato di Super League all'8º posto. In Coppa Svizzera il Neuchatel Xamax perse la finale con il Sion.

## Rosa
| N. |                           | Ruolo | Calciatore            |
| -- | ------------------------- | ----- | --------------------- |
| 1  | Francia (bandiera)        | P     | Jean-François Bédénik |
| 3  | Svizzera (bandiera)       | D     | Mickaël Facchinetti   |
| 4  | Francia (bandiera)        | D     | Stéphane Besle        |
| 5  | Mozambico (bandiera)      | D     | Paíto                 |
| 6  | Gambia (bandiera)         | C     | Abdou Rahman Dampha   |
| 8  | Camerun (bandiera)        | C     | Gilles Augustin Binya |
| 9  | Costa d'Avorio (bandiera) | A     | Gerard Gohou          |
| 10 | Argentina (bandiera)      | A     | Federico Almerares    |
| 11 | Francia (bandiera)        | C     | Geoffrey Tréand       |
| 13 | Senegal (bandiera)        | C     | Ibrahima Niasse       |
| 14 | Svizzera (bandiera)       | D     | Julien Bize           |
| 14 | Svizzera (bandiera)       | C     | Raphaël Nuzzolo       |
| 15 | Bahrein (bandiera)        | C     | Abdullah Omar         |

| N. |                        | Ruolo | Calciatore         |
| -- | ---------------------- | ----- | ------------------ |
| 17 | Paesi Bassi (bandiera) | D     | Sander Keller      |
| 18 | Francia (bandiera)     | P     | Maxime Brenet      |
| 18 | Svizzera (bandiera)    | P     | Thomas Castella    |
| 20 | Argentina (bandiera)   | C     | Marcos Gelabert    |
| 22 | Svizzera (bandiera)    | C     | Sébastien Wüthrich |
| 23 | Portogallo (bandiera)  | A     | Fausto Lourenço    |
| 24 | Svizzera (bandiera)    | D     | Frédéric Page      |
| 30 | Italia (bandiera)      | P     | Luca Ferro         |
| 31 | Svizzera (bandiera)    | D     | Thibaut De Coulon  |
| 33 | Svizzera (bandiera)    | D     | Bastien Geiger     |
| 34 | Camerun (bandiera)     | C     | Freddy Mveng       |
| 35 | Svizzera (bandiera)    | D     | Agonit Sallaj      |
| 36 | Algeria (bandiera)     | C     | Nabil Souni        |

## Organigramma societario
Area tecnica
- Allenatore:
- Allenatore in seconda:
- Preparatore dei portieri: Florent Delay
- Preparatori atletici:

## Calciomercato

### Sessione estiva
| Acquisti | Acquisti              | Acquisti        | Acquisti |
| R.       | Nome                  | da              | Modalità |
| -------- | --------------------- | --------------- | -------- |
| P        | Jean-François Bédénik | Boulogne        |          |
| A        | Fausto Lourenço       | Onīsilos Sōtīra |          |
| C        | Marcos Gelabert       | Basilea         |          |
| D        | Paíto                 | Sion            |          |
| C        | Geoffrey Tréand       | Servette        |          |

| Cessioni | Cessioni            | Cessioni         | Cessioni |
| R.       | Nome                | a                | Modalità |
| -------- | ------------------- | ---------------- | -------- |
| C        | Carlos Varela       | D.C. United      |          |
| A        | Admir Aganović      | Gaz Metan Mediaș |          |
| D        | William Edjenguélé  | Panaitōlikos     |          |
| A        | Franck Etoundi      | Bienne           |          |
| P        | Guillaume Faivre    | Vaduz            |          |
| C        | Abdulla Baba Fatadi | Al-Qadisiya      |          |
| D        | Mike Gomes          | Yverdon          |          |
| D        | Selver Hodžić       | Lugano           |          |
| D        | Damian Tixier       | Nantes           |          |
| C        | Max Veloso          | Bienne           |          |
| P        | Laurent Walthert    | Bienne           |          |

### Sessione invernale
| Acquisti | Acquisti           | Acquisti | Acquisti |
| R.       | Nome               | da       | Modalità |
| -------- | ------------------ | -------- | -------- |
| A        | Federico Almerares | Basilea  |          |
| D        | Sander Keller      | Utrecht  |          |

| Cessioni | Cessioni       | Cessioni | Cessioni |
| R.       | Nome           | a        | Modalità |
| -------- | -------------- | -------- | -------- |
| A        | Shkëlzen Gashi | Aarau    |          |

## Risultati

### Super League

#### Prima fase, girone di andata
| Arbitro: | Wermelinger |

|              |           |            |
| Rennella 76’ | Marcatori | 80’ Kuljić |

| Arbitro: | Busacca |

|                            |           |                                        |
| Varela 3’ (rig.) Gohou 11’ | Marcatori | 27’ Morello 36’ Hediger 78’ Proschwitz |

| Arbitro: | Hänni |

|                                              |           |                        |
| Ferreira 60’ Ianu 68’, 90’ Dampha 76’ (aut.) | Marcatori | 18’ Gelabert 23’ Gohou |

| Arbitro: | Laperrière |

|                           |           |                                                      |
| Nuzzolo 12’ Page 41’, 62’ | Marcatori | 35’, 89’ Alphonse 52’ (aut.) Dampha 54’ Schönbächler |

| Arbitro: | Studer |

|  |           |             |
|  | Marcatori | 4’ Wüthrich |

| Arbitro: | Grossen |

|            |           |                    |
| Niasse 53’ | Marcatori | 1’ Diarra 81’ Raso |

| Arbitro: | Bieri |

|                                        |           |           |
| Streller 26’ Frei 36’, 53’, 65’ (rig.) | Marcatori | 77’ Gohou |

| Arbitro: | Kever |

|  |           |          |
|  | Marcatori | 49’ Lang |

| Arbitro: | Bieri |

|             |           |                         |
| Vanczák 55’ | Marcatori | 49’ Kuljić 75’ Wüthrich |

#### Prima fase, girone di ritorno
| Arbitro: | Zimmermann |

|            |           |              |
| Geiger 13’ | Marcatori | 59’ Emeghara |

| Arbitro: | Circhetta |

|           |           |                      |
| Matić 25’ | Marcatori | 10’ Gohou 65’ Niasse |

| Arbitro: | Grossen |

|                    |           |           |
| Gohou 57’ Omar 59’ | Marcatori | 81’ Paiva |

| Arbitro: | Studer |

|                                       |           |           |
| Alphonse 20’ Chermiti 35’ Mehmedi 71’ | Marcatori | 23’ Gohou |

| Arbitro: | Busacca |

|                    |           |                                                       |
| Besle 33’ Page 65’ | Marcatori | 11’ Jemal 45’ (rig.) Costanzo 53’ Degen 55’ Schneuwly |

| Arbitro: | Circhetta |

|                                                 |           |                                 |
| Lustrinelli 63’ (rig.) Diarra 66’ Feltscher 82’ | Marcatori | 26’ Tréand 43’ Omar 48’ Nuzzolo |

| Arbitro: | Wermelinger |

|             |           |                           |
| Nuzzolo 43’ | Marcatori | 63’ Almerares 79’ Stocker |

| Arbitro: | Busacca |

|  |           |                    |
|  | Marcatori | 15’ Omar 90’ Mveng |

| Arbitro: | Laperrière |

|  |           |                                    |
|  | Marcatori | 6’ Vanczák 50’ (rig.) Mrđa 70’ Sio |

#### Seconda fase, girone di andata
| Arbitro: | Laperrière |

|             |           |  |
| Nuzzolo 76’ | Marcatori |  |

| Arbitro: | Wermelinger |

|                          |           |            |
| Lambert 18’ Siegrist 43’ | Marcatori | 31’ Keller |

| Neuchâtel 19 febbraio 2011, ore 17:45 CET 21ª giornata | Neuchâtel Xamax | 0 – 0 referto | Grasshoppers | La Maladière (4 123 spett.)\| Arbitro: \| Zimmermann \| |
| Arbitro:                                               | Zimmermann      |               |              |                                                         |

| Arbitro: | Hänni |

|                             |           |                       |
| Bienvenu 7’, 75’ Mayuka 73’ | Marcatori | 4’ Almerares 45’ Page |

| Arbitro: | Bieri |

|               |           |                                |
| Almerares 58’ | Marcatori | 26’ Lustrinelli 90’ Mihajlović |

| Arbitro: | Zimmermann |

|                |           |  |
| Proschwitz 66’ | Marcatori |  |

| Arbitro: | Jaccottet |

|              |           |                       |
| Gelabert 62’ | Marcatori | 49’ Teixeira 79’ Béda |

| Arbitro: | Klossner |

|          |           |  |
| Frei 39’ | Marcatori |  |

| Arbitro: | Studer |

|              |           |                    |
| Hämmerli 53’ | Marcatori | 65’ (rig.) Nuzzolo |

#### Seconda fase, girone di ritorno
| Arbitro: | Laperrière |

|                    |           |            |
| Almerares 36’, 71’ | Marcatori | 7’ Renggli |

| Arbitro: | Gremaud |

|                        |           |                      |
| Niasse 45’ Nuzzolo 90’ | Marcatori | 25’ Stocker 73’ Frei |

| Arbitro: | Zimmermann |

|                                           |           |  |
| Rodríguez 13’ Stahel 48’ Schönbächler 90’ | Marcatori |  |

| Arbitro: | Bieri |

|                      |           |               |
| Niasse 1’ Tréand 90’ | Marcatori | 89’ Regazzoni |

| Arbitro: | Klossner |

|                                  |           |            |
| Hajrović 51’ Zuber 56’ Adili 72’ | Marcatori | 77’ Keller |

| Arbitro: | Graf |

|            |           |                                                |
| Keller 90’ | Marcatori | 18’ Rama 67’ Taljević 69’ Andrist 83’ Salamand |

| Arbitro: | Hänni |

|           |           |           |
| Conti 61’ | Marcatori | 85’ Gohou |

| Arbitro: | Studer |

|             |           |                            |
| Nuzzolo 15’ | Marcatori | 70’ Schneuwly 83’ Bienvenu |

| Sion 25 maggio 2011, ore 20:15 CEST 36ª giornata | Sion  | 0 – 0 referto | Neuchâtel Xamax | Stade Tourbillon (10 000 spett.)\| Arbitro: \| Hänni \| |
| Arbitro:                                         | Hänni |               |                 |                                                         |

### Coppa Svizzera
| 18 settembre 2010, ore 16:30 CEST Primo turno | FC Uznach | 1 – 3 | Neuchâtel Xamax |  |

| 16 ottobre 2010, ore 19:30 CEST Secondo turno | Chiasso              | 0 – 0 | Neuchâtel Xamax |  |
| \| \| \| \| \| \| Tiri di rigore 3 – 4 \| \|  |                      |       |                 |  |
|                                               |                      |       |                 |  |
|                                               | Tiri di rigore 3 – 4 |       |                 |  |

| 21 novembre 2010, ore 15:00 CET Ottavi di finale | Neuchâtel Xamax | 1 – 0 | Bellinzona |  |

| Arbitro: | Studer |

|                         |                      |                     |
| Klose 120’              | Marcatori            | 115’ Tréand         |
| Rama Schneider Taljević | Tiri di rigore 0 – 3 | Tréand Gohou Niasse |

| Arbitro: | Wermelinger |

|                                                       |                      |                                              |
| Teixeira 26’                                          | Marcatori            | 66’ Tréand                                   |
| Chermiti Nikçi Rodríguez Béda Alphonse Aegerter Đurić | Tiri di rigore 6 – 7 | Tréand Nuzzolo Gohou Niasse Besle Page Binya |

| Arbitro: | Laperrière |

|  |           |                   |
|  | Marcatori | 2’ Sio 6’ Vanczák |

## Statistiche

### Statistiche di squadra
| Competizione   | Punti | In casa | In casa | In casa | In casa | In casa | In casa | In trasferta | In trasferta | In trasferta | In trasferta | In trasferta | In trasferta | Totale | Totale | Totale | Totale | Totale | Totale | DR  |
| Competizione   | Punti | G       | V       | N       | P       | Gf      | Gs      | G            | V            | N            | P            | Gf           | Gs           | G      | V      | N      | P      | Gf     | Gs     | DR  |
| -------------- | ----- | ------- | ------- | ------- | ------- | ------- | ------- | ------------ | ------------ | ------------ | ------------ | ------------ | ------------ | ------ | ------ | ------ | ------ | ------ | ------ | --- |
| Super League   | 32    | 18      | 4       | 3       | 11      | 23      | 35      | 18           | 4            | 5            | 9            | 21           | 32           | 36     | 8      | 8      | 20     | 44     | 67     | -23 |
| Coppa Svizzera | -     | 2       | 1       | 0       | 1       | 1       | 2       | 3            | 1            | 2            | 0            | 5            | 3            | 5      | 2      | 2      | 1      | 6      | 5      | +1  |
| Totale         | 32    | 20      | 5       | 3       | 12      | 24      | 37      | 21           | 5            | 7            | 9            | 26           | 35           | 41     | 10     | 10     | 21     | 50     | 72     | -22 |

### Andamento in campionato
| Giornata  | 1 | 2 | 3  | 4  | 5 | 6 | 7 | 8  | 9 | 10 | 11 | 12 | 13 | 14 | 15 | 16 | 17 | 18 | 19 | 20 | 21 | 22 | 23 | 24 | 25 | 26 | 27 | 28 | 29 | 30 | 31 | 32 | 33 | 34 | 35 | 36 |
| --------- | - | - | -- | -- | - | - | - | -- | - | -- | -- | -- | -- | -- | -- | -- | -- | -- | -- | -- | -- | -- | -- | -- | -- | -- | -- | -- | -- | -- | -- | -- | -- | -- | -- | -- |
| Luogo     | T | C | T  | C  | T | C | T | C  | T | C  | T  | C  | T  | C  | T  | C  | T  | C  | C  | T  | C  | T  | C  | T  | C  | T  | T  | C  | C  | T  | C  | T  | C  | T  | C  | T  |
| Risultato | N | P | P  | P  | V | P | P | P  | V | N  | V  | V  | P  | P  | N  | P  | V  | P  | V  | P  | N  | P  | P  | P  | P  | P  | N  | V  | N  | P  | V  | P  | P  | N  | P  | N  |
| Posizione | 4 | 8 | 10 | 10 | 9 | 9 | 9 | 10 | 8 | 8  | 8  | 7  | 7  | 7  | 8  | 9  | 7  | 8  | 7  | 7  | 7  | 7  | 9  | 9  | 9  | 9  | 9  | 8  | 8  | 9  | 8  | 8  | 8  | 8  | 8  | 8  |

Legenda:

Luogo: C = Casa; T = Trasferta. Risultato: V = Vittoria; N = Pareggio; P = Sconfitta.

### Statistiche dei giocatori
| Giocatore      | Super League | Super League | Super League | Super League | Coppa Svizzera | Coppa Svizzera | Coppa Svizzera | Coppa Svizzera | Totale   | Totale | Totale      | Totale     |
| Giocatore      | Presenze     | Reti         | Ammonizioni  | Espulsioni   | Presenze       | Reti           | Ammonizioni    | Espulsioni     | Presenze | Reti   | Ammonizioni | Espulsioni |
| -------------- | ------------ | ------------ | ------------ | ------------ | -------------- | -------------- | -------------- | -------------- | -------- | ------ | ----------- | ---------- |
| F. Almerares   | 16           | 4            | 4            | 1            | 2              | 0              | 2              | 0              | 18       | 4      | 6           | 1          |
| S. Besle       | 33           | 1            | 9            | 1            | 3              | 0              | 0              | 0              | 36       | 1      | 9           | 1          |
| G. Binya       | 30           | 0            | 12           | 0            | 3              | 0              | 1              | 0              | 33       | 0      | 13          | 0          |
| J. Bize        | 0            | 0            | 0            | 0            | 0              | 0              | 0              | 0              | 0        | 0      | 0           | 0          |
| M. Brenet      | 0            | 0            | 0            | 0            | 0              | 0              | 0              | 0              | 0        | 0      | 0           | 0          |
| J. Bédénik     | 17           | 0            | 1            | 0            | 2              | 0              | 0              | 0              | 19       | 0      | 1           | 0          |
| T. Castella    | 0            | 0            | 0            | 0            | 0              | 0              | 0              | 0              | 0        | 0      | 0           | 0          |
| A. Dampha      | 17           | 0            | 2            | 0            | 0              | 0              | 0              | 0              | 17       | 0      | 2           | 0          |
| T. De Coulon   | 0            | 0            | 0            | 0            | 0              | 0              | 0              | 0              | 0        | 0      | 0           | 0          |
| M. Facchinetti | 22           | 0            | 1            | 0            | 3              | 0              | 0              | 0              | 25       | 0      | 1           | 0          |
| F. Fausto      | 9            | 0            | 1            | 0            | 2              | 0              | 0              | 0              | 11       | 0      | 1           | 0          |
| L. Ferro       | 19           | 0            | 2            | 0            | 1              | 0              | 1              | 0              | 20       | 0      | 3           | 0          |
| S. Gashi       | 1            | 0            | 0            | 0            | 0              | 0              | 0              | 0              | 1        | 0      | 0           | 0          |
| B. Geiger      | 18           | 1            | 4            | 0            | 0              | 0              | 0              | 0              | 18       | 1      | 4           | 0          |
| M. Gelabert    | 18           | 2            | 6            | 1            | 2              | 0              | 0              | 0              | 20       | 2      | 6           | 1          |
| G. Gohou       | 30           | 7            | 2            | 0            | 3              | 0              | 0              | 0              | 33       | 7      | 2           | 0          |
| S. Keller      | 16           | 3            | 2            | 0            | 2              | 0              | 0              | 0              | 18       | 3      | 2           | 0          |
| S. Kuljić      | 12           | 2            | 3            | 0            | 0              | 0              | 0              | 0              | 12       | 2      | 3           | 0          |
| F. Mveng       | 25           | 1            | 1            | 0            | 2              | 0              | 1              | 0              | 27       | 1      | 2           | 0          |
| I. Niasse      | 31           | 4            | 2            | 0            | 3              | 0              | 0              | 0              | 34       | 4      | 2           | 0          |
| R. Nuzzolo     | 32           | 7            | 3            | 1            | 3              | 0              | 0              | 0              | 35       | 7      | 3           | 1          |
| A. Omar        | 27           | 3            | 5            | 0            | 2              | 0              | 0              | 0              | 29       | 3      | 5           | 0          |
| F. Page        | 35           | 4            | 4            | 0            | 3              | 0              | 0              | 0              | 38       | 4      | 4           | 0          |
| P. Paíto       | 29           | 0            | 9            | 0            | 1              | 0              | 1              | 0              | 30       | 0      | 10          | 0          |
| A. Sallaj      | 0            | 0            | 0            | 0            | 0              | 0              | 0              | 0              | 0        | 0      | 0           | 0          |
| N. Souni       | 0            | 0            | 0            | 0            | 0              | 0              | 0              | 0              | 0        | 0      | 0           | 0          |
| G. Tréand      | 27           | 2            | 3            | 0            | 3              | 2              | 0              | 0              | 30       | 4      | 3           | 0          |
| C. Varela      | 4            | 1            | 0            | 0            | 0              | 0              | 0              | 0              | 4        | 1      | 0           | 0          |
| S. Wüthrich    | 24           | 2            | 4            | 0            | 1              | 0              | 0              | 0              | 25       | 2      | 4           | 0          |